# Brigate Ezzedin al-Qassam
Le Brigate Ezzedin al-Qassam (più correttamente Brigate del martireʿIzz al-Dīn al-Qassām, in arabo كتائب الشهيد عز الدين القسام‎?, Katāʾib al-shahīd ʿIzz al-Dīn al-Qassām) costituiscono il braccio armato del gruppo palestinese Hamas.

## Storia
Denominate in onore diʿIzz al-Dīn al-Qassām, sono state create nel 1991. Il loro obiettivo primario era costituire un efficace gruppo militare a sostegno dei fini di Hamas, che da tempo consistevano nel bloccare i negoziati nati dagli accordi di Oslo.
All'inizio della seconda intifada il gruppo divenne uno dei principali obiettivi di Israele. Le Brigate possedevano anche dei battaglioni in Cisgiordania, ma molti di questi vennero distrutti nel 2004 dalle diverse operazioni delle forze di difesa israeliane (IDF). Da quel momento Hamas concentrò la propria forza nella Striscia di Gaza, considerata la sua roccaforte.

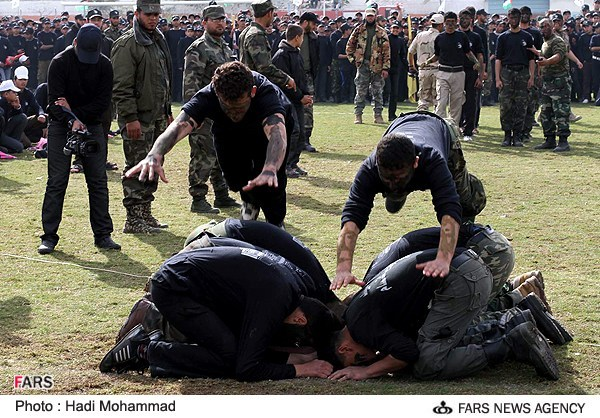
Addestramento militare

Nell'ottobre 2023 le BrigateʿIzz al-Dīn al-Qassām annoveravano circa 20 000 combattenti, e sono formate da 5 brigate che a loro volta sono divise in 30 battaglioni.
Le Brigate sono nella lista delle organizzazioni terroristiche di Unione europea, Stati Uniti d'America, Australia, Regno Unito e Israele.

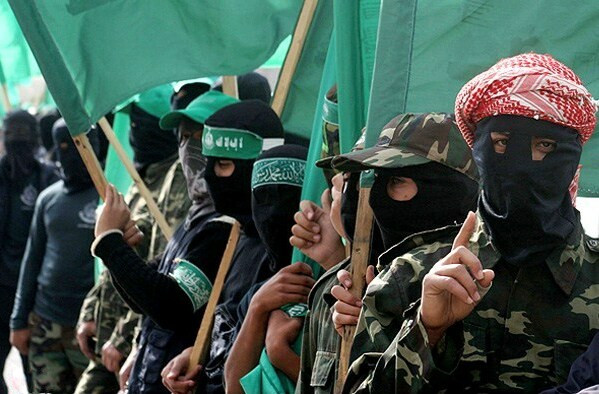
Guerriglieri in una parata militare del 2022

## Struttura
Nel 2023 le Brigate ʿIzz al-Dīn al-Qassām comprendevano:
- Brigata Nord
  - Battaglione "Beit Lahia"
  - Battaglione "Beit Hanoun"
  - Battaglione "al-Khalifa al-Rashidun"
  - Battaglione "Martire Suhail Ziadeh"
  - Battaglione "Jabalia al-Balad"
  - Battaglione "Imad Aql"
  - Battaglione élite
- Brigata Gaza
  - Battaglione "Sabra-Tal al-Islam"
  - Battaglione "Daraj wal Tuffah"
  - Battaglione "Radwan"
  - Battaglione "Shujaiya"
  - Battaglione "Zaytoun"
  - Battaglione "Shati"
  - Battaglione élite
- Brigata Centrale
  - Battaglione "Deir al-Balah"
  - Battaglione "Al-Bureij"
  - Battaglione "Al-Maghazi"
  - Battaglione "Nusairat"
  - Battaglione élite
- Brigata Khan Yunis
  - Battaglione "Ovest Khan Yunis"
  - Battaglione "Nord Khan Yunis"
  - Battaglione "Sud Khan Yunis"
  - Battaglione "Est Khan Yunis"
  - Battaglione "al-Qarara"
  - Battaglione élite
- Brigata Rafah
  - Battaglione "Est Rafah"
  - Battaglione "Shaboura"
  - Battaglione "Khalid bin al-Walid"
  - Battaglione "Tel Sultan"
  - Battaglione élite

## Leader

### Leader attuali
- Izz al Din al Haddad – comandante supremo dopo la morte di Mohammed Sinwar ed ex comandante della Brigata Gaza
- Raed Saad – capo dei dipartimenti operativi e di produzione[9]
- Mohammed Odeh – capo dell'intelligence[10]
- Fayez Baroud – comandante[11]
- Hussein Fiad – comandante del Battaglione Beit Hanun[12][13]
- Haitham Khuwajari – comandante del Battaglione Shati[14][15]
- Abu Obaida – portavoce[16]

### Leader passati
- Yahya Ayyash – ingegnere militare e comandante del defunto battaglione Samaria (ucciso il 5 gennaio 1996)

- Salah Shahada – comandante supremo (ucciso il 22 luglio 2002)

- Nidal Fathi Rabah Farhat – ingegnere militare, ideatore dei razzi Qassām (ucciso il 16 febbraio 2003)
- Adnan al-Ghul – ingegnere militare e assistente di Mohammed Deif (ucciso il 21 ottobre 2004)
- Mahmud al-Mabhuh – capo della logistica e dell'approvvigionamento di armi (ucciso il 19 gennaio 2010)
- Ahmed Jabari – vicecomandante supremo (ucciso il 14 novembre 2012)
- Muhammad Abu Shamala – vicecomandante della Brigata Rafah (ucciso il 21 agosto 2014)
- Raed al Atar – comandante della Brigata Rafah (ucciso il 21 agosto 2014)
- Ali Qadi – comandante dell’unità d’élite Nukhba (ucciso il 13 ottobre 2023)
- Murad Abu Murad – comandante dell’aeronautica (ucciso il 13 ottobre 2023)
- Ayman Nofal – comandante della Brigata Centrale (ucciso il 17 ottobre 2023)
- Ahmed Ghandour – comandante della Brigata Nord (ucciso il 14 novembre 2023)
- Ghazi Abu Tama'a – capo della sezione armi e servizi di combattimento (ucciso il 10 marzo 2024)
- Marwan Issa – vicecomandante supremo (ucciso il 10 marzo 2024)
- Raad Thabat – capo della sezione risorse umane (ucciso il 28 marzo 2024)
- Rafa Salama – comandante della Brigata Khan Younis (ucciso il 13 luglio 2024)
- Mohammed Deif – comandante supremo (ucciso il 13 luglio 2024)
- Mohammed Sinwar – comandante supremo e successore di Deif (ucciso il 13 maggio 2025)
- Mohammed Shabana – comandante della Brigata Rafah (ucciso il 13 maggio 2025)
- Mahdi Kwara – comandante del Battaglione Sud Khan Yunis (ucciso il 13 maggio 2025)[17]